# Alsea
Alsea, S.A.B. de C.V. eller Alsea er en mexicansk multi-brand restaurantoperator med hovedkvarter i Mexico City. Den blev etableret som et holdingselskab i 1997. Restauranterne omfatter fastfood-, casualdining- og cafeteriarestauranter i Mexico, Sydamerika og Europa.
Nogle af de kendte brands Alsea driver er Starbucks, Burger King, Vips, Domino's Pizza, Italianni's, Chili's, California Pizza Kitchen, P. F. Chang's og The Cheesecake Factory.
I alt har de over 3.000 restauranter og over 60.000 ansatte.